# Salaya
Salaya è una suddivisione dell'India, classificata come municipality, di 26.908 abitanti, situata nel distretto di Jamnagar, nello stato federato del Gujarat. In base al numero di abitanti la città rientra nella classe III (da 20.000 a 49.999 persone).

## Geografia fisica
La città è situata a 22° 19' 0 N e 69° 35' 60 E e ha un'altitudine di 18 m s.l.m..

## Società

### Evoluzione demografica
Al censimento del 2001 la popolazione di Salaya assommava a 26.908 persone, delle quali 13.380 maschi e 13.528 femmine. I bambini di età inferiore o uguale ai sei anni assommavano a 5.006, dei quali 2.512 maschi e 2.494 femmine. Infine, coloro che erano in grado di saper almeno leggere e scrivere erano 7.053, dei quali 4.770 maschi e 2.283 femmine.